# Rubens Feijão
Rubens de Jesus, mais conhecido como Rubens Feijão (Taubaté, 9 de maio de 1957) é um ex-futebolista brasileiro.
Fez parte da 1ª geração dos Meninos da Vila, de 1978.

## Carreira
Começou a carreira nas divisões de base do EC Taubaté. Em 1975, quando estava no Guarujá para representar sua cidade nos Jogos Abertos do Interior, foi levado à Vila realizar testes. Em 1977, foi artilheiro dos juvenis do Santos com 11 gols.
Se profissionalizou no Santos. Lançado pelo técnico Otto Glória, teve sua primeira chance na equipe principal em um clássico diante do Palmeiras, onde marcou o gol de empate santista na partida. Rubens jogou na última partida oficial disputada por Pelé, em 1º de outubro de 1977, em Nova Iorque, quando o Cosmos derrotou o Santos por 2x1.
Fez parte da 1ª geração dos Meninos da Vila, que foi campeã paulista de 1978. Em 1980, virou titular da equipe, quando o técnico Pepe assumiu o comando técnico do time santista. Nesta temporada, Rubens atuou em 59 partidas, fez diversas assistências, além de marcar 17 gols, sendo o artilheiro da equipe no ano ao lado de Nilton Batata.
Se despediu do Santos em 22 de maio de 1981, no empate de 1x1 contra o Guarani. Pelo clube, fez 134 jogos e marcou 35 gols.
Em 1981 foi contratado pelo Bangu por Castor de Andrade, para disputar o Campeonato Carioca de 1981. Feijão foi o grande destaque, e artilheiro com 15 gols marcados, daquela equipe que acabou em quarto lugar na competição.
Em 1982, novamente Rubens Feijão foi o principal jogador do Bangu que chegou as quartas de finais do Campeonato Brasileiro.
Empolgado com as atuações de seu meio-campo, o patrono do Bangu, Castor de Andrade, mandou erguer um busto do jogador na entrada da sede do clube. Depois disso, Feijão começou a cair de produção. Precavido, Castor de Andrade voltou atrás e deu ordens ao escultor para suspender, temporariamente, a obra.
Após um período pouco inspirado, voltou para o futebol paulista, em setembro de 1983, contratado pelo Guarani que lutava para escapar do rebaixamento. Ficou no Bugre até 1985.
No ano seguinte, em janeiro, foi para o Ceará Sporting Club, onde tornou-se o maior nome da equipe cearense ao ser artilheiro, com 30 gols, e campeão do estadual de 1986.
Em 1987, atuou pela Ferroviária. Aos 30 anos, em 1987, foi contratado pelo Boavista de Portugal e permaneceu na Europa até encerrar sua carreira. Parou em 1994, na segunda divisão do futebol alemão.